# Ukradené štěstí (Mejtus)
Ukradené štěstí (v ukrajinském originále Украдене щастя) je opera o třech dějstvích a pěti obrazech ukrajinského skladatele Julije Serhijovyče Mejtuse. Libreto podle stejnojmenného dramatu významného ukrajinského spisovatele Ivana Franka napsal básník Maksym Ryľskyj. Opera byla napsána koncem 50. let 20. století a měla premiéru 10. září 1960 ve Lvovském státním divadle opery a baletu Ivana Franka.

## Vznik a charakteristika opery
Skladatel Julij Mejtus napsal v letech 1937-1955 šest oper, některé ve spolupráci s jinými skladateli a téměř všechny na politicky podmíněná témata. Podobně jako jiní sovětští skladatelé však využil změněné společensko-politické atmosféry po smrti Stalina, za tzv. „tání“. Obrátil se k tématu z ukrajinské literární klasiky, k poetické hře Ivana Franka Ukradené štěstí, která poskytovala na jedné straně možnost výrazného psychologického vykreslení tří hlavních postav, na druhé straně dávala prostor pro využití etnografických prvků, písní a tanců (Frankovo drama obsahuje řadu lidových písní již v původní podobě a celé se zakládá na lidové baladě „Píseň o četníkovi“). Navíc obsahovala i sociální motivy, které jsou ve výsledném tvaru opery sice okrajové, poskytovaly však nezbytnou oporu pro příznivé hodnocení kritikou a hudební vědou sovětské doby.
Mejtus se se žádostí o zpracování činohry na operní libreto obrátil na nejvýznamnějšího ukrajinského básníka své doby, Maksyma Ryľského, významného básníka a příležitostného libretistu, v té době vedoucího literárního oddělení Kyjevské ho divadla opery a baletu. Ryľskyj provedl úpravu hry velmi zručně: ponechal základní dramaturgický rozvrh i jednotlivé linie, dialogy zhustil, ale ponechal nejvýraznější a nejúčinnější repliky, odstranil nebo redukoval některé vedlejší postavy a k Frankovým veršovaným pasážím doplnil na řadě míst vlastní verše ve Frankově stylu a v haličském dialektu.
Mejtus se ve své hudbě k Ukradenému štěstí zcela nezříká typu „písňové opery“. Opera obsahuje řadu typických uzavřených čísel (lidové písně, árie, duety, tercety, ansámbly, sbory, recitativy, balet), avšak oproti svým předchozím dílům značně prohloubil symfonismus a zkombinoval prvky číslové opery a prvky hudebního dramatu, zejména propojení jednotlivých částí opery systémem příznačných motivů, který zajišťuje jednotnost výrazu. Příznačné motivy jsou přiřčeny jednotlivým hrdinům a jednotlivým psychologickým liniím, jen hlavní hrdinka opery Hanna nemá vlastní motiv, nýbrž její motivy vyjadřují všelidské city – motivy přísahy, věrnosti, lásky, sebeobětování… Jednotlivé epizody jsou svázány do velikých scén, které organicky propojují zpěv sólistů, ansámblů a sboru.
Základním dějovým i hudebním tématem jsou vztahy a vnitřní svět tří hrdinů – stran tradičního milostného trojúhelníku, jejichž konflikty vedou k tragickému vyústění. Samo téma vedlo Mejtuse k využití prostředků blízkých verismu. Vesnický kolektiv přímo nezasahuje do děje, spíše reprezentuje sociální prostředí hrdinů a poskytuje autorský komentář k jejich jednání. Právě v jeho hudbě je však bohatě využit západoukrajinský hudební folklór. Ten Mejtus připomíná v různých podobách: od symfonického zpracování do přímého citování (např. písně Oj tam za horoju v 1. dějství a Oj tam u lisi plužočok ve třetím).

## Inscenační historie
Ač autoři hudby i libreta působili v Kyjevě, díky západoukrajinské látce se premiéra Ukradeného štěstí konala nakonec roku 1960 ve Lvově a dosáhla velkého úspěchu. Opera se stala nadlouho vizitkou divadla, které ji uvádělo i na zájezdech. Velmi příznivě byla přijata i kritikou: Avram Gozenpud ve svém vlivném operním slovníku chválí „ucelenost hudební dramaturgie, široký symfonický dech, prostoupení duchem písňovosti a pravdivé vystižení vnitřního světa hrdinů“. Ukradené štěstí bylo uvedeno též v Tallinnu (divadlo Estonia), kde úlohu Mychajla zpíval slavný baryton Georg Ots (úryvky z role rovněž nahrál). Po přestávce připravili roku 1989 novou inscenaci ve Lvově režisér Fedir Stryhun, dirigent Ihor Lacanyč, scénograf Tadej Ryndzak a choreograf Herman Isupov. Tato inscenace byla hrána mj. na zájezdě ve Varšavě, byla obnovena roku 2002 a roku 2015 je stále na repertoáru divadla.
Plán oděského operního divadla na rok 2013 uvést Ukradené štěstí zatím zůstal nerealizován. I tak se Mejtusova „národopisně-psychologická“ opera udržela na repertoáru jako jedno z mála děl sovětské éry, byť jen v domovském Lvově; důvodem vedle vnitřních kvalit (Nadija Truš, vedoucí literárního oddělení lvovské opery, ji označuje za „jedno z nejkrásnějších děl ukrajinské operní hudby“) byla nesporně i nepřítomnost zjevného vlivu komunistické ideologie, kterou byla naprostá většina oper zmíněné doby prosycena.
V roce 1962 a opět roku 1989 (při obnovené inscenaci) byl Julij Mejtus za operu Ukradené štěstí navržen na udělení nejvyššího ukrajinského uměleckého ocenění, ceny Tarase Ševčenka; dostal ji však až roku 1990 za jiná díla.
Mejtusova opera nebyla první na tento námět: operu Ukradené štěstí napsal podle Frankovy činohry v letech 1924–1925 český skladatel Vladimír Ambros.

## Osoby
| osoba                    | hlasový obor | premiérové obsazení         |
| ------------------------ | ------------ | --------------------------- |
| Mykola Zadorožnyj        | tenor        | V. Kobržyc'kyj              |
| Anna                     | soprán       | V. Herasymenko              |
| Mychajlo Hurman          | baryton      | P. Karmeljuk                |
| Oleksa Babyč             | baryton      | …                           |
| Nasťa                    | mezzosoprán  | …                           |
| Fojt                     | bas          | …                           |
| První žena               | soprán       | …                           |
| Druhá žena               | mezzosoprán  | …                           |
| Pacholek                 | baryton      | …                           |
| Krčmář                   | tenor        | …                           |
| Vesničané (sbor a balet) |              |                             |
| Dirigent:                | Dirigent:    | Jaroslav Antonovyč Voščak   |
| Režie:                   | Režie:       | Serhij Kosťantynovyč Smijan |
| Výprava:                 | Výprava:     | Olexandr Vasyľovyč Saľman   |

## Děj opery
Odehrává se v malé podhorské vsi na Haliči.

### 1. dějství
(1. obraz – V chalupě Zadorožného) V chalupě rolníka Mykoly Zadorožného se sešli sousedé na besedu. Mladá hospodářova manželka Anna hostí sešlost, ale má starosti – je již pozdě a její manžel se dosud nevrátil z práce v lese. Mládež se rozchází a sousedka Nasťa, žena Oleksy Babyče, na odchodu Anne prozrazuje, že se v kraji objevil Mychajlo Hurman, Annin dávný snoubenec, o kterém měli všichni za to, že padl ve válce. Tato novina vyvolá v Anně změť protichůdných pocitů! je šťastná, že muž, jehož milovala, je naživu, ale současně si zoufá, protože se mezitím vdala, ač Mychajlovi odpřisáhla věrnost až do hrobu.
Mykola se konečně vrací, celý zkrvavený: přistihl jej místní fojt při kácení dříví z obecního lesa a nechal jej spráskat. Muž si trpce stěžuje na křivdu, která se mu stala, ale Anna jeho steskům stěží věnuje pozornost, protože je stále rozechvělá tím, že Mychajlo je nablízku. Její a manželova řeč se míjejí.
Ozve se zabušení na dveře chalupy a pozdní příchozí není nikdo jiný než Mychajlo Hurman v četnické uniformě. Dorazil do vsi pracovně a prosí o nocleh. Je překvapen, že zde potkává Annu, ale oběma se podaří potlačit pohnutí. Místo toho se Mychajlo s podezřením vyptává hospodáře na to, kde se dnes večer zdržoval, a na původ krve na jeho oděvu. Mykola tvrdí, že jej při práci v lese zavalila polena.
Když Mykola odejde připravit pohoštění, mohou konečně Mychajlo a Anna spolu volně promluvit. Mychajlo Anně nevyčítá, že se provdala. Ví, že to její bratři ji donutili vzít si chudého a slabošského muže, aby ji mohli připravit o dědický podíl. Oni také rozšířili falešnou zprávu o Mychajlově smrti. Jejich další hovor přeruší návrat Mykoly.
(2. obraz – Tamtéž) Mykola i Anna se po ránu zabývají domácími pracemi. Nepokojná Anna vypráví sny, které se jí v noci zdály; Mykola je vykládá jako nepříznivé znamení věštící útrapy, ale snaží se manželku uklidnit.
Do chalupy náhle vstupuje fojt s četníky, doprovázený sousedy Babyčovými. Fojt obviní Mykolu, že včera večer povraždil v nedaleké krčmě u cesty krčmáře s rodinou: důkazem jsou Mykolův zakrvácený oděv a to, že se v kritické době pohyboval beze svědků poblíž místa činu. Zatýká ho a dává odvést. Anna je na rozpacích, jak se zachovat. Do chalupy se vrací Mychajlo a nedá mu mnoho námahy, aby od své dávné milé získal obnovené vyznání lásky i slib poslušnosti.

### 2. dějství
(Před vesnickou hospodou) Je svátek a před hospodou se chystá zábava a tanec. Od zatčení Mykoly uběhl již rok a nikdo ve vsi o něm nemá přesnější zprávy, zato všichni vidí, jak se Anna i na veřejnosti ukazuje s četníkem Hurmanem. Její nevěra manželovi vyvolává u sousedů zlou krev. Mládež tancuje a furiantský Mychajlo pokouší trpělivost vesničanů, když vyzve k tanci Annu. Fojt jen s námahou upokojuje spoluobčany a zajistí pokračování slavnosti.
Tanec však netrvá dlouho a hudba i zpěv rázem umlknou, když se objeví nečekaný navrátilec: zarostlý, vyhublý a zamračený Mykola. Mychajlo vysvětluje, že se mu podařilo nalézt skutečné viníky vraždy v krčmě a dosáhnout Mykolova propuštění. Sám Mykola na otázky neodpovídá, pohlíží na Annu a obrací své kroky k domovu. Anna jej chvíli váhání nesměle následuje svého chotě, pronásledována nenávistnými pohledy vesničanů.

### 3. dějství
(1. obraz – V chalupě Zadorožného) Od návratu Mykoly z vězení uplynul týden. Anna se snaží věnovat domácím pracím, ale nemá myšlenky na nic jiného než na Mychajla, kterého navzdory svému manželskému slibu vášnivě miluje. Když se Mychajlo nečekaně objeví ve dveřích, ihned mu padne do náruče. V objetí je najde Mykola; Mychajlo odchází a Mykola prosí svou ženu, aby na něj nevrhala hanbu. Anna však jeho prosby odmítá, protože je rozhodnuta následovat jen svou lásku.
Četník se vrací s kořalkou a častuje hospodáře, přičemž se k Anně chová nepokrytě důvěrně.
Mychajlo vidí, že jeho rodinné štěstí je nenávratně ztraceno, a nemůže se s tím smířit. Ale Mychajlo jeho plačtivé výčitky odbývá. Nakonec opilého Mykolu vyhodí z jeho vlastního domu a odchází s Annou do ložnice.
(2. obraz – Tamtéž) Zahanbený a pitím rozkurážený Mykola mezitím sezve sousedy na pohoštění – na zapití „ztraceného štěstí“. Sousedé zvědaví na rodinnou půtku se přihrnou a jsou svědky očekávané scény, když se objeví četník Hurman s Annou. Mychajlo se chová suverénně jako pán domu, Mykolu zpráská a jeho hosty bez cirátů vyhodí.
Mykola se přece jen četníkovi vzepře: jakým že to právem vyhání jeho hosty a chová se v Zadorožného chalupě jako doma? Mychajlo tvrdí, že mu Mykola ukradl štěstí a že si on teď jen bere zpátky to, co mu po právu náleží. Jeho slova vyprovokují šarvátku, v níž Mykola Mychajla zabije sekerou. Umírající Mychajlo Mykolovi za jeho čin děkuje; přes silácké řeči věděl, že již Annu získat nemohl, a život bez ní by mu byl jen utrpením.